# Luden johannesört
Luden johannesört (Hypericum hirsutum) är en växtart tillhörande familjen Johannesörtsväxter.